# Airbus A300
De Airbus A300 is een tweemotorig passagiersvliegtuig dat van 1972 tot 2007 door vliegtuigbouwer Airbus werd gebouwd. Dit was het eerste vliegtuig dat door Airbus ontwikkeld werd. 
Er bestaan verschillende versies van: Airbus A300-B4, Airbus A300-B2, en Airbus A300-600. Afhankelijk van het type kunnen er 250 tot 270 passagiers worden vervoerd. Oorspronkelijk was het de bedoeling dat de A300 een capaciteit van 300 zitplaatsen zou krijgen. Die is in de ontwerpfase teruggebracht tot 250, maar het typenummer van het vliegtuig bleef ongewijzigd. De A300 vormt ook de basis voor latere Airbus-types zoals de A310 en de modernere A330 en A340.
Een Airbus A300 is een widebody-vliegtuig met twee gangpaden en als stoelindeling doorgaans 2-4-2, soms 3-3-3. 
Een Airbus A300 heeft een relatief klein vliegbereik: 3000 - 4000 km. In een later stadium kwam Airbus met een nieuwe versie. Deze Airbus A300-600 heeft een groter vliegbereik (4000 - 6000 km) en heeft twee moderne turbofanmotoren die veel minder geluid maken dan die van zijn voorgangers.
Ondanks zijn hoge leeftijd kon de A300-600 nog tot 2005 worden besteld, wel enkel als vrachtvliegtuig. Het laatste exemplaar rolde in 2007 uit de fabriek.
In Nederland heeft Transavia Airlines korte tijd met een Airbus A300 gevlogen. Het toestel bleek voor de maatschappij te groot en paste niet goed bij de rest van haar vloot. In België is het toestel in gebruik geweest bij TEA en CityBird terwijl TNT Airways nog altijd met de vrachtversie vliegt.
Het toestel is een concurrent voor de Boeing 767, maar het schiet in vliegbereik tekort. Wel heeft het een grotere rompdiameter en dus meer laadruimte dan de 767. Waar in de Airbus A300 twee rijen standaardcontainers gaan, kan er maar één rij in de 767.

## Versies

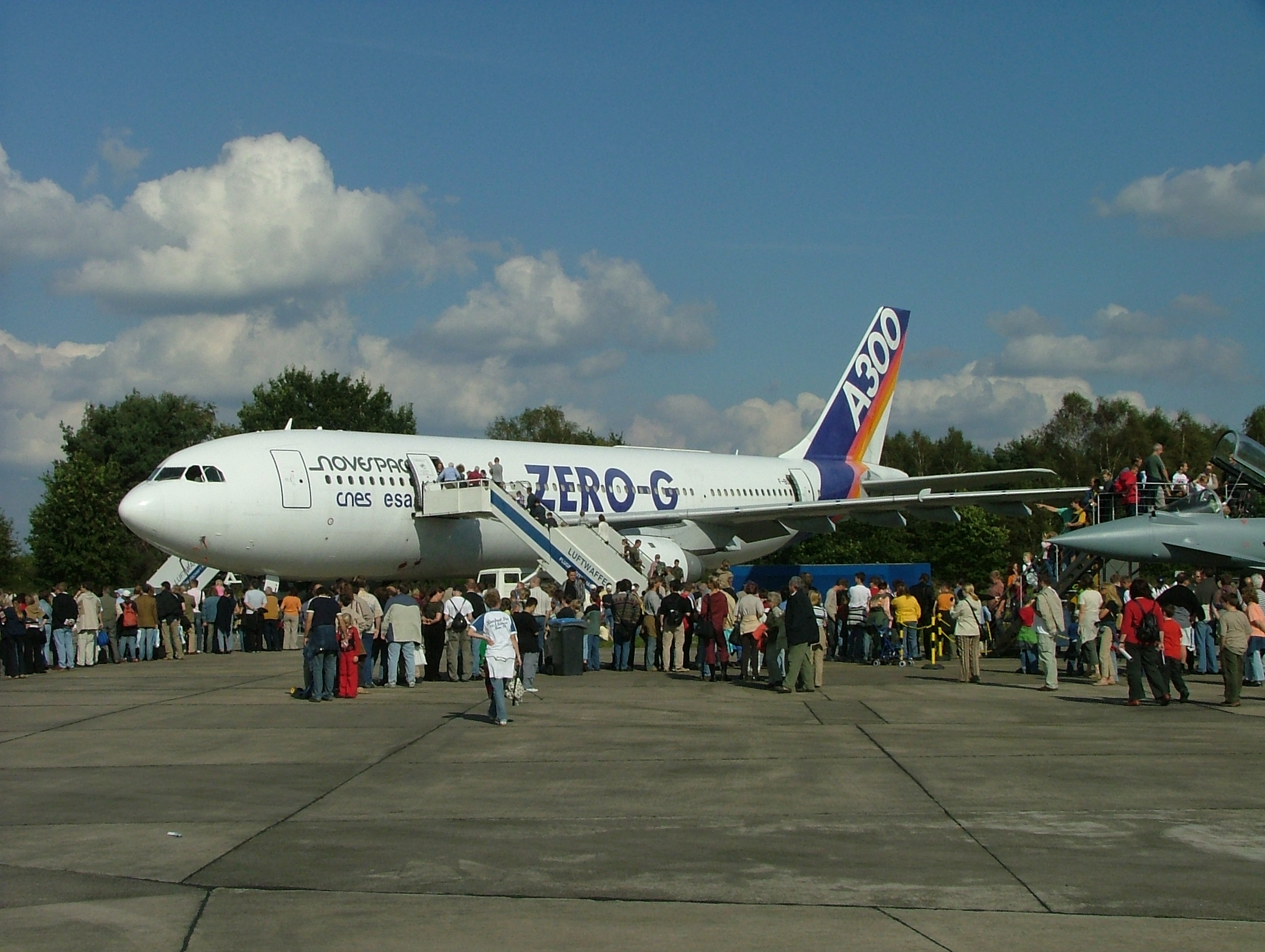
A300-ZERO-G

### A300B1
Van de A300B1 zijn maar twee toestellen gebouwd: het prototype van de A300 en een toestel dat later verkocht is aan de Belgische chartermaatschappij TEA-Trans European Airways.

### A300B2
De A300B2 is de eerste versie die in productie is genomen. Het toestel wordt voortgestuwd door hetzelfde type turbofanmotoren als de generatiegenoten Boeing 747 en Douglas DC-10.

### A300B4
De belangrijkste productie-versie. Van de B2 en B4 zijn in totaal 248 toestellen gebouwd.
- A300B4-100: 157,5 ton MTOW
- A300B4-200: 165 ton MTOW
- A300B4-200FF: dit was de eerste widebody met 2-mans cockpit. Hierbij werd gebruikgemaakt van een deel van de digitale componenten uit de digitale cockpit van de A310.

### A300B10
De A300B10 is een kleinere versie van de A300 die echter als A310 in 1983 op de markt kwam. Dit type heeft een kortere romp, verbeterde vleugel en kleinere staart.

## Klanten
In totaal werden er 878 Airbussen A300 verkocht. De grootste klanten waren:
- FedEx Express: 71 toestellen
- UPS Airlines: 53
- Japan Airlines: 21

### België
De Belgische luchtvaartmaatschappijen CityBird en Trans European Airways vlogen met de passagiersversie van het toestel, TNT Airways vloog met de vrachtversie.

## De Beluga

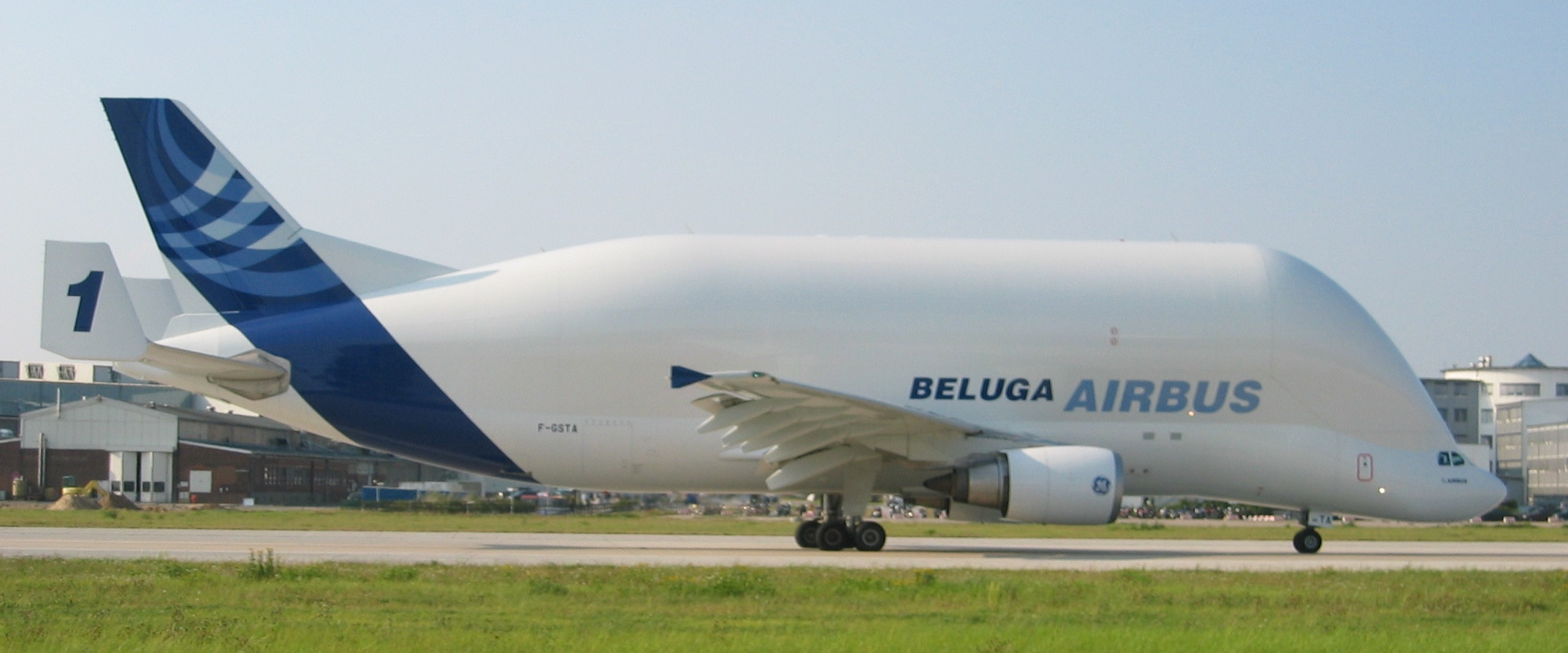
Airbus A300-600ST Beluga

Een bijzondere versie van de Airbus A300 is de Airbus A300-600ST Beluga, een speciaal voor het transport van rompen en vleugeldelen ontworpen vrachtvliegtuig. Er zijn vijf toestellen gebouwd door Airbus voor het vervoer van rompen van vliegtuigen. Het vliegtuig wordt niet verkocht en kan slechts gehuurd worden.

## Het einde
Op 12 juli 2007 verliet de laatste Airbus A300, een vrachtmodel voor FedEx Express, de fabriek in Toulouse. Er werden in totaal 561 exemplaren afgeleverd. Volgens vicevoorzitter van Airbus Charles Champion wordt de A300 niet langer gemaakt omdat het concern intussen beter presterende producten heeft. De plaats van de A300 is nu ingenomen door de A330, waarvan de vrachtversie begin 2007 werd gelanceerd.
Heden vliegen er nog heel wat Airbus A300-toestellen rond. Voornaamste gebruikers op dit ogenblik zijn FedEx Express, DHL Aviation en UPS. Aangezien het laatste exemplaar eind 2007 van de band rolde, kunnen we ervan uitgaan dat de Airbus A300 nog lang te zien zal zijn in de lucht.

## Ongelukken en incidenten
- 18 december 1983: Malaysia Airlines-vlucht 684 crashte vlak na de startbaan in Kuala Lumpur. Alle 247 inzittenden wisten op tijd uit het vliegtuig te komen en bleven ongedeerd, maar het toestel werd verwoest door de brand die was ontstaan.
- 3 juli 1988: Iran Air-vlucht 655 werd boven de Perzische Golf neergeschoten door de USS Vincennes, die dacht dat ze met een F-14 te maken hadden. Alle 290 inzittenden kwamen om.
- 26 april 1994: China Airlines-vlucht 140 stortte neer op het einde van de baan in Nagoya, Japan, waarbij alle 15 bemanningsleden en 249 van de 264 passagiers omkwamen.
- 26 september 1997: Garuda Indonesia-vlucht 152 crashte tijdens de landing in Medan, Indonesië, 234 mensen kwamen om.
- 16 februari 1998: China Airlines-vlucht 676 stortte neer in een woonwijk, dicht bij CKS International Airport nabij Taipei, Taiwan. Alle 196 mensen aan boord kwamen om, samen met zes mensen op de grond.
- 12 november 2001: American Airlines-vlucht 587 stortte neer in Belle Harbor in de buurt van Queens, New York, kort na het opstijgen van John F. Kennedy International Airport. Alle 260 mensen aan boord kwamen om, samen met 5 personen op de grond.
- Op 22 november 2003: een Airbus A300 van DHL met drie mensen aan boord in Bagdad werd geraakt door een luchtdoelraket. De bemanning schreef geschiedenis door voor de eerste keer in de geschiedenis een vliegtuig dat alle hydraulische systemen verloren had veilig aan de grond te zetten.
- 14 augustus 2013: Een Airbus A300-vrachttoestel van UPS stortte neer bij de nadering van het internationale vliegveld van Birmingham (Alabama).[1]